# Noterus
Noterus là một chi bọ cánh cứng bản địa của miền Cổ bắc (bao gồm châu Âu), Cận Đông và Bắc Phi.